# Barnim VI van Pommeren
Barnim VI (ca. 1365 - Pütnitz, 23 september 1405) was een Pommerse hertog uit de Greifendynastie. Samen met zijn jongere broer Wartislaw VIII regeerde hij van 1394 tot zijn dood als hertog van Pommeren-Wolgast. Hij is vooral bekend geworden door het grafmonument dat voor hem gebouwd is in de Sint-Mariakerk van Kenz.

## Biografie
Barnim VI was de oudste zoon van Wartislaw VI en Anna, een dochter van Johan I van Mecklenburg-Stargard. Zijn vader overleed in 1394, waarna Barnim en zijn jongere broer Wartislaw VIII hem opvolgden. 
Barnim ondersteunde tijdens zijn regering aanvankelijk de Hanzesteden tegen de Victualiënbroeders, een groep kapers en piraten die vanaf 1392 in het Oostzeegebied actief waren. Later gaf hij de broeders onderdak in zijn hertog en ging hij zelf ook over tot piraterij. In 1398 sloot hij samen met zijn broer een overeenkomst met de Hanze waarin hij zijn steun aan de piraten opgaf. Hij hield zich echter niet aan de afspraak. Pas na bemiddeling door Denemarken werd het conflict tussen de hertog en de steden bijgelegd.
In 1405 werd de hertog getroffen door de pest. Hij overleed op weg naar Kenz, waar zich geneeskrachtige bronnen bevonden. Barnim VI werd bijgezet in de Sint-Mariakerk in Kenz. Naast het wapen van de Pommerse hertogen en een grafschrift staat ook borstbeeld van de hertog op zijn grafmonument. Dit is het eerste bekende levensechte beeld van een van de hertogen van Pommeren. Het monument is behouden gebleven omdat hertog Filips II (1573-1618) het liet restaureren. Het is onzeker of het monument een origineel is of dat het een kopie uit de vroege 17e eeuw is.

## Huwelijk en kinderen
Barnim VI was getrouwd met Veronica, een dame uit een onbekend geslacht. Op het epitaaf van Barnims grafmonument staat vermeld dat zij een dochter was van Burggraaf Frederik V van Neurenberg, maar het grafschrift is niet zonder meer betrouwbaar. Barnim en Veronica kregen ten minste twee kinderen:
- Wartislaw IX (ca. 1400 - 1457)
- Barnim VII (ca. 1403/05 - 1451)